# Magnolia conifera var. chingii
Variété
Magnolia conifera var. chingii est une variété de plantes à fleurs de la famille des Magnoliaceae. C'est un arbre originaire de Chine.